# Campigneulles-les-Grandes
Campigneulles-les-Grandes – miejscowość i gmina we Francji, w regionie Hauts-de-France, w departamencie Pas-de-Calais.
Według danych na rok 1990 gminę zamieszkiwało 221 osób, a gęstość zaludnienia wynosiła 41 osób/km² (wśród 1549 gmin regionu Nord-Pas-de-Calais Campigneulles-les-Grandes plasuje się na 996. miejscu pod względem liczby ludności, natomiast pod względem powierzchni na miejscu 646.).